# Ирландская автомобильная бомба
«Ирландская автомобильная бомба» (Irish Car Bomb) — алкогольный коктейль, состоящий из ирландского стаута, сливочного ликёра и ирландского виски.
Название отсылает к ирландским ингредиентам (обычно используется пиво Гиннесс, виски Джемесон и ликёр Бейлис), а также к большому количеству автомобилей, начинённых взрывчатками, которые взрывали в Северной Ирландии.

## Приготовление
В стандартную рюмку наливается до половины виски, вторая половина заполняется сливочным ликёром. Затем в пивной бокал наливается стаут (до середины), после этого рюмка с виски и ликёром резко вбрасывается в стаут и, пока напитки не смешались, всё это выпивается залпом.

## Вариации
Изначально для приготовления коктейля, кроме перечисленных ингредиентов, использовался ликёр Калуа. Некоторые источники указывают оригинальное название рецепта: Belfast Car Bomb (автомобильная бомба в Белфасте).

## Критика
Название Ирландская автомобильная бомба нередко считается оскорбительным из-за отсылов к деятельности ИРА. По этой причине некоторые бармены отказываются готовить этот коктейль. Также можно быть неправильно понятым, заказывая коктейль в Ирландии, в которой он практически неизвестен.

## Внешние ссылки
- Приготовление коктейля «Ирландская автомобильная бомба» — учебное видео

- Wilson's Saloon, origin of the Car Bomb